# Cârlibaba
Cârlibaba is een Roemeense gemeente in het district Suceava.

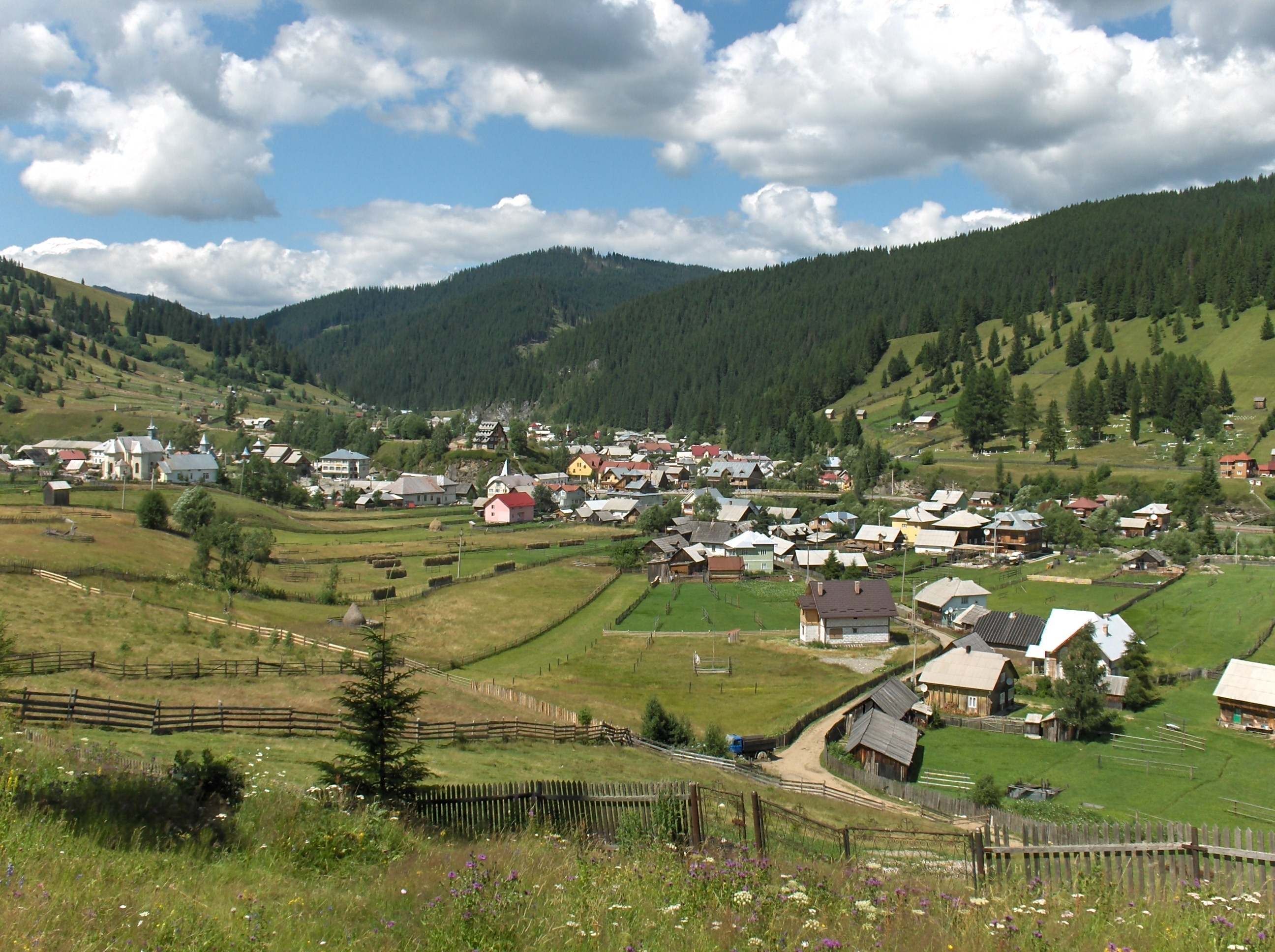
Cârlibaba

Cârlibaba telt 1910 inwoners.